# جال أم ديسم
جال أم ديسم هو تل في قضاء السلمان بمحافظة المثنى، بصحراء الحجرة بالبادية العراقية جنوب العراق، ارتفاعه 345 متراً فوق سطح البحر.